# Muhtar Kent
Muhtar Kent,  né le 31 octobre 1952 à New York (État de New York), est un homme d'affaires turc et américain, CEO (PDG) de l'entreprise The Coca-Cola Company de 2008 au 1er mai 2017.

## Historique
Muhtar Kent est né le 31 octobre 1952 à New York aux États-Unis, où son père, Necdet Kent, était consul général de la Turquie. Après avoir terminé le lycée au Tarsus American College à Mersin en Turquie en 1971, Muhtar Kent alla étudier l'économie à l'Université de Hull au Royaume-Uni où il obtient son diplôme en 1978. Par la suite, il participa au programme d'études supérieures en sciences administratives à la City University de Londres et a obtenu un Master en administration des affaires. Aujourd'hui il a 68 ans.

## Carrière professionnelle
En 1979, Muhtar commence sa carrière comme distributeur de produits de la compagnie Coca-Cola à travers le pays. En 1985, il devient general manager de Coca-Cola Turkey and Central Asia. En 1988, il est nommé Vice-President of Coca-Cola International, avec la responsabilité pour 23 pays en Europe centrale, Europe de l'est et Asie centrale.
En 1995, General Manager of Coca-Cola Amatil-Europe, il en augmente le chiffre d'affaires de moitié. En 1999, après 20 ans de service, il quitte la compagnie. De retour en Turquie, Muhtar Kent prend la direction du groupe Efes Pilsen, grande société internationale de boissons et principal actionnaire de Coca-Cola-Turquie. Il en développe l'activité de l'Adriatique à la Chine.
En mai 2005, après six ans, il est de retour à Coca-Cola, comme President and Chief Operating Officer du groupe pour l'Eurasie, le nord de l'Asie et le Moyen-Orient. En janvier 2006, il est nommé au poste de président des opérations internationales. Cette fonction faisait de lui le responsable de toutes les opérations en dehors de l'Amérique du Nord.
Sa carrière l'a conduit au sommet de la société Coca-Cola Company, en juillet 2008 il est nommé président et chef de la direction.
Le 1er mai 2017 il cède son poste à James Quincey mais garde la présidence du conseil d'administration.

## Vie privée
En novembre 2005, l'American Sephardi Federation et la Fondation internationale Raoul Wallenberg ont honoré son père Necdet Kent avec une reconnaissance posthume pour avoir sauvé la vie de Juifs en tant que vice-consul général de la Turquie à Marseille durant la Seconde Guerre mondiale. Muhtar Kent a reçu le prix pour son père, décédé en 2002.